# Barak (film)
Barak (russisk: Барак) er en russisk spillefilm fra 1999 af Valerij Ogorodnikov.

## Medvirkende
- Irina Senotova som Klavdija Solovjova
- Julija Svezjakova som Olga Vorontsova
- Jevgenij Sidikhin som Bolotin
- Nina Usatova som Polina
- Sergej Kachanov som Karim